# Больцано (хокейний клуб)

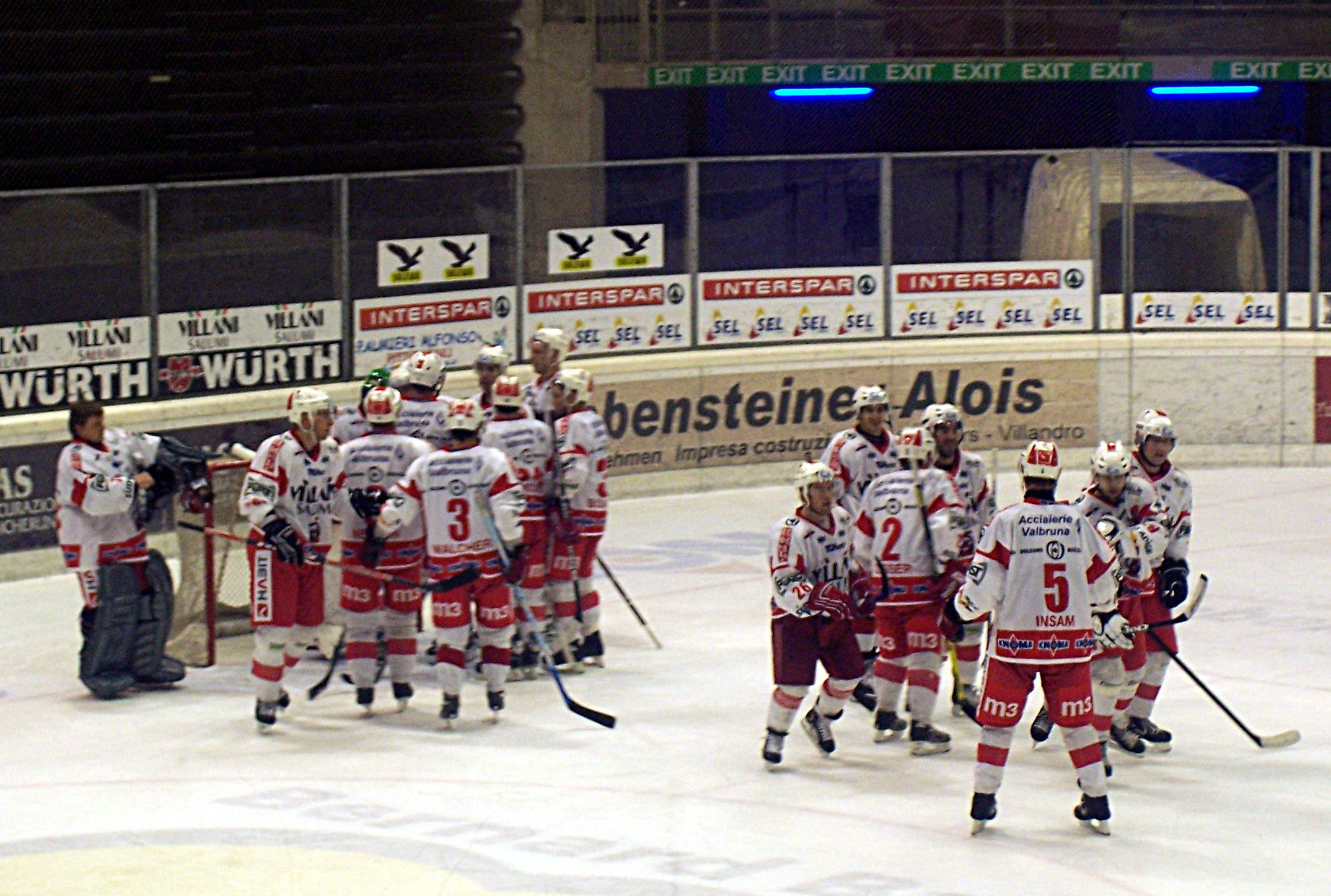
ХК «Больцано» у 2006 році

Хокейний клуб «Больцано» (італ. Hockey Club Bolzano) — хокейний клуб з м. Больцано, Італія. Заснований у 1933 році. Виступає в Серії А. Домашні матчі проводить на арені «Палаонда».

## Історія
Хокейний клуб «Больцано» заснований у 1933 році. Своє перше чемпіонське звання здобули у 1962 році. Клуб з Больцано домінував у чемпіонаті Італії в 70-90-х роках, коли здобув 14 чемпіонських титулів, у тому числі золоту зірку чемпіонів (за десять чемпіонських титулів) 1988 року. У 1998 році в назві клубу додається «Лиси», спонсором клубу став виробник пива «Форст». 2009 року ХК «Больцано» брав участь у Континентальному кубку та виборов бронзові нагороди.
Також в активі клубу три Кубка Італії, чотири Суперкубка, по одній перемозі в Алпенлізі та Кубку Альп. 2013 року клуб подав заявку на участь у Австрійській хокейній лізі та стали переможцями у сезоні 2013/14 років. Завдяки цій перемозі брали участь у хокейній лізі чемпіонів Група F, посіли третє місце пропустивши вперед шведський «Лінчепінг» та фінський ТПС.

## Досягнення
- Чемпіон Італії — 19 разів

1963, 1973, 1977, 1978, 1979, 1982, 1983, 1984, 1985, 1988 , 1990, 1995, 1996, 1997, 1998, 2000, 2008, 2009, 2012
- Кубок Італії — 3 рази

2004, 2007, 2009
- Суперкубок Італії — 4 рази

2004, 2007, 2008, 2012
- Австрійська хокейна ліга — 2 рази

2014, 2018
- Алпенліга — 1 раз

1994
- Кубок Альп — 1 раз

1963

## Відомі гравці
- / Адельберт Сент Джон
- Кент Нільссон
- Марк Павелич
- Сильвен Тарджон
- Марк Тейлор
- Скотт Янг
- Даніель Маруа
- Майк Розаті
- Яромір Ягр
- Дерон Куїнт
- Ерік Беланже
- Джеймі Лундмарк
- Сергій Востриков
- Рон Флокгарт
- Роберт Оберраух
- Бруно Царрілло
- Лючіо Топатіг